# Rempak
Rempak is een bestuurslaag in het regentschap Siak van de provincie Riau, Indonesië. Rempak telt 1449 inwoners (volkstelling 2010).